# Dial H for Hero
Dial H for Hero is een stripboekserie gepubliceerd door DC Comics. Centraal in de serie staat een mysterieus apparaat met een draaischijf gelijk aan de kiesschijf van oude telefoons. Dit apparaat kan een normaal persoon tijdelijk veranderen in een superheld. Elke keer dat het apparaat wordt gebruikt veranderd de gebruiker in een andere held, met een ander kostuum en zijn eigen unieke krachten. Deze helden waar de persoon in veranderd zijn meestal nieuw, maar soms veranderd de gebruiker in een exacte kopie van een reeds bestaande held zoals Plastic Man.

## Originele serie
De originele serie verscheen in de stripserie House of Mystery eind jaren 60, in deeln #156-173. De strip werd getekend door Jim Mooney en de verhalen bedacht door Dave Wood. Hij vond de draaischijf in een grot. Deze versie van de schijf was op handformaat en bedekt met vreemde symbolen (die Robby om een of andere reden kon begrijpen alsof het normale letters waren). De oorsprong van dit apparaat is nog altijd niet opgehelderd. 
Door met de draaischijf het woord H-E-R-O te draaien, veranderde Robby in een willekeurige superheld. Met de tekst O-R-E-H kon hij weer normaal worden. Hij gebruikte deze om zijn eigen stad te beschermen als verschillende superhelden.
Eenmaal werd deze draaischijf gebruikt door zijn vijand "Daffy" Donovan, die door de tekst V-I-L-L-A-I-N te draaien een superschurk werd. Robby’s vriendin Suzie gebruikte het apparaat om met de tekst H-E-R-O-I-N-E de superheldin Gem Girl te worden.

## Tweede serie
De tweede DIAL H FOR HERO serie debuteerde in de jaren 80 als een speciale strip in Legion of Super-Heroes #272. Daarna werd deze serie voortgezet in Adventure Comics #479-490 en New Adventures of Superboy #28-49. Deze serie maakte gebruik van suggesties van fans over in welke helden de hoofdpersonen moesten veranderen. De originele schrijver en tekenaar van de serie waren Marv Wolfman en Carmine Infantino.  
In deze serie werden nog twee draaischijven gevonden door tieners Christopher "Chris" King en Victoria "Vicky" Grant uit de stad Fairfax in New England. Zij vonden deze draaischijven in een “spookhuis”. Deze schijven hadden de vorm van een horloge en een ketting, en alleen de letters van het woord H-E-R-O stonden erop. Bovendien werkten deze draaischijven maar een uur. Samen beschermden ze met deze draaischijven tegen een mysterieuze schurk genaamd The Master, en de vijanden die hij maakte. 
De draaischijven uit deze tweede serie veranderden iemand altijd in een held, ongeacht de persoonlijkheid van de gebruiker. Zelfs The Master werd tijdelijk goed toen hij een van de draaischijven gebruikte. 
Later ontdekten Chris en Vicki dat een medestudent, Nick Stevens, als hobby superhelden bedacht en tekende.  Om een of andere reden veranderden hun draaischijven hen telkens in de helden die Nick bedacht. Samen met Nick ontdekken ze dat hun draaischijven gemaakt zijn door iemand genaamd The Wizard (die niet verward moet worden met de gelijknamige DC Comics schurk). Het werd onthuld dat deze Wizard en The Master vroeger niemand minder waren dan Robby Reed, de eigenaar van de originele draaischijf. Robbie gebruikte de schijf om zich op te splitsen in twee personen zodat hij zowel een explosief kon ontmantelen als een schurk bevechten. Later vindt de Wizard de originele draaischijf en fuseert weer met The Master tot Robby. Hierna ging hij met pensioen en gaf de originele draaischijf aan Nick.

## Andere verschijningen
Na afloop van de Chris King/Vicki Grant Dial H serie in The New Adventures of Superboy #49 volgde in deel #50 nog een soort epiloog. Hierin steelt een dief genaamd Nylor Truggs een van de draaischijfen en reist terug naar het Smallville uit de jaren zestig. Ook verandert hij de functie van de draaischijf zodat iemand er wel mee in een schurk kan worden veranderd. Uiteindelijk werd hij gestopt door Superboy, verschillende leden van the Legion en Krypto the Superdog. 
Jaren later kregen Victoria en Chris de gave om ook zonder hun draaischijven te veranderen in helden vanwege het vele gebruik ervan.
De Cartoon Network serie Ben 10 is gebaseerd op de Dial H for Hero strips. Hierin vindt een jongen genaamd Ben een buitenaards apparaat dat hem in verschillende aliens kan veranderen.